# گورناگان (نیک‌شهر)
گورناگان (نیک‌شهر)، روستایی از توابع بخش آهوران شهرستان نیک‌شهر در استان سیستان و بلوچستان ایران است.

## جمعیت
این روستا در دهستان چانف قرار دارد و براساس سرشماری مرکز آمار ایران در سال 1390، جمعیت آن 224نفر (63 خانوار) بوده‌است.